# Cavoite
La cavoite è un minerale.